# Тайрос-2
«Тайрос-2» (англ. TIROS 2, Television and InfraRed Observation Satellite — укр. Супутник телевізійного й інфрачервоного спостереження), інші назви «Тайрос-Бі» (англ. TIROS-B), «Ей-2» (англ. A-2, Applications — укр. Застосування) — американський метеорологічний супутник. Другий у світі метеорологічний супутник.
Супутник випробовував експериментальну телевізійну техніку й інфрачервоні пристрої.

## Опис
Апарат був призмою з вісімнадцятикутною основою з алюмінієвого сплаву і нержавіючої сталі діаметром 107 см, висотою 56 см, масою 130 кг. На зміцнені нижній основі розташовувалась більшість систем. Нагорі розташовувалась антена для прийому наземних команд. У нижній частині діагонально відносно основи розташовувались чотири дипольні антени для передачі телеметрії на частоті 235 МГц. Згори і з боків апарат був вкритий 9200 сонячними елементами розміром 1×2 см, що використовувались для заряджання 21 нікель-кадмієвої батареї. Навколо нижньої основи було змонтовано п'ять діаметрально опозитних пар невеликих твердопаливних двигунів для підтримки швидкості обертання 8—12 обертів на хвилину, що стабілізувало апарат в польоті. Вісь обертання була зорієнтована з точністю 1—2 градуси завдяки використанню магнітного контролю висоти, для чого було використано 250 витків дроту навколо зовнішньої поверхні апарата. Взаємодія між індукцією магнітного поля супутника і магнітного поля Землі створювала необхідний момент сили для орієнтації.
Супутник мав дві телевізійні камери з відиконами діаметром 1,27 см, широкого і вузького кутів огляду, для фіксації зображень хмарного покриву Землі. Зображення в зонах прийому передавались на приймальні наземні станції, під час несприятливої погоди і поза станціями дані записувались на бортовий плівковий магнітофон для передачі згодом. Додатково апарат мав п'ятиканальний сканувальний радіометр з середньою роздільною здатністю і двоканальний радіометр для вимірювання випромінювання Землі й атмосфери.

## Політ
23 листопада 1960 року об 11:13:03 UTC ракетою-носієм Тор-Дельта/Дельта з космодрому на мисі Канаверал відбувся запуск апарата «Тайрос-2».
22 січня 1961 року почалось погіршення роботи сканувального радіометра. 21 грудня 1961 року супутник припинив роботу. Апарат передав 25 574 зображень хмар. Супутник досі перебуває на орбіті.